# 안양시장 선거
안양시장 선거는 경기도 안양시의 시장을 선출하는 선거이다.

## 역대 민선 안양시장
| 선거   | 정당 | 정당         | 시장   |
| ------ | ---- | ------------ | ------ |
| 1995년 |      | 민주당       | 이석용 |
| 1998년 |      | 한나라당     | 이석용 |
| 1999년 |      | 한나라당     | 신중대 |
| 2002년 |      | 한나라당     | 신중대 |
| 2006년 |      | 한나라당     | 신중대 |
| 2007년 |      | 한나라당     | 이필운 |
| 2010년 |      | 민주당       | 최대호 |
| 2014년 |      | 새누리당     | 이필운 |
| 2018년 |      | 더불어민주당 | 최대호 |
| 2022년 |      | 더불어민주당 | 최대호 |

## 역대 선거 결과

### 제1회 전국동시지방선거
|  | 48.17% |

|  | 32.83% |

|  | 6.62% |

|  | 5.03% |

|  | 3.79% |

|  | 3.53% |

### 제2회 전국동시지방선거
|  | 47.39% |

|  | 47.35% |

|  | 2.86% |

|  | 2.38% |

### 1999년 대한민국 재보궐선거
이석용 시장의 사임으로 인해 치러진 1999년 대한민국 재보궐선거에서 한나라당 신종대 후보가 당선되었다.

### 제3회 전국동시지방선거
|  | 60.71% |

|  | 35.07% |

|  | 4.20% |

### 제4회 전국동시지방선거
|  | 62.16% |

|  | 27.00% |

|  | 5.75% |

|  | 5.07% |

### 2007년 대한민국 재보궐선거
|  | 63.31% |

|  | 36.68% |

### 제5회 전국동시지방선거
|  | 51.25% |

|  | 47.05% |

|  | 1.69% |

### 제6회 전국동시지방선거
|  | 50.16% |

|  | 49.83% |

### 제7회 전국동시지방선거
|  | 56.22% |

|  | 38.29% |

|  | 5.47% |

### 제8회 전국동시지방선거
|  | 50.64% |

|  | 49.35% |